# Stångtjärnen (Åls socken, Dalarna)
Stångtjärnen är en sjö i Leksands kommun i Dalarna och ingår i Dalälvens huvudavrinningsområde. Sjön har en area på 0,0336 kvadratkilometer och ligger 202,5 meter över havet.

## Delavrinningsområde
Stångtjärnen ingår i det delavrinningsområde (672674-147364) som SMHI kallar för Mynnar i Övre Valsan. Medelhöjden är 299 meter över havet och ytan är 14,4 kvadratkilometer. Det finns inga avrinningsområden uppströms utan avrinningsområdet är högsta punkten. Vattendraget som avvattnar avrinningsområdet har biflödesordning 3, vilket innebär att vattnet flödar genom totalt 3 vattendrag innan det når havet efter 224 kilometer. Avrinningsområdet består mestadels av skog (80 procent). Avrinningsområdet har 0,13 kvadratkilometer vattenytor vilket ger det en sjöprocent på 0,9 procent.